# Juan Manuel Molina Morote

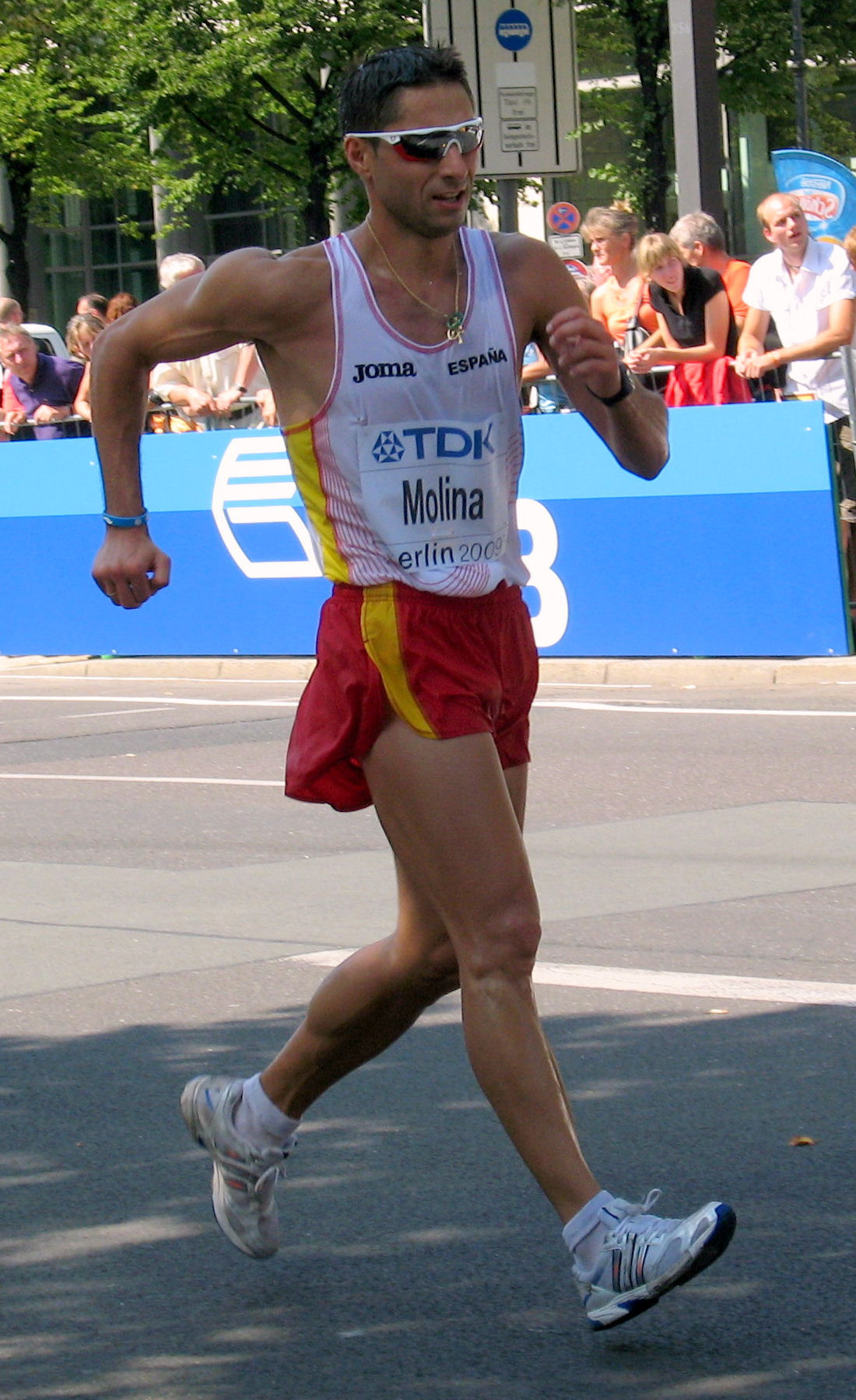
Berlín 2009

Juan Manuel Molina Morote (Cieza, Murcia, 15 de marzo de 1979) es un deportista español que competía en atletismo en la especialidad de marcha atlética. En la actualidad se encuentra retirado de la competición y es presidente de la Federación de Atletismo de la Región de Murcia. Es Licenciado y Doctor en Ciencias de la Actividad Física y el Deporte por la Universidad Católica San Antonio de Murcia (UCAM).

## Carrera
Entre los éxitos deportivos más importantes Juan Manuel Molina destaca la medalla de bronce en los 20 km marcha del Campeonato Mundial de Atletismo de 2005 y la medalla de bronce en los 20 km marcha del Campeonato Europeo de Atletismo de 2002.
En los Juegos Mediterráneos de Pescara 2009 consiguió la medalla de bronce en la prueba de los 20 km marcha y la de plata en los Juegos Mediterráneos de Almería 2005.
Ha participado en la Universiadas de Pekín 2001 y Esmirna 2005 logrando ser subcampeón y campeón del mundo universitario respectivamente.
El 2 de agosto de 2009 se proclamó campeón de España de 10 000 metros marcha con un tiempo de 40:14.70, aprovechando la descalificación del gran favorito, Paquillo Fernández, que sufrió la segunda exclusión de su vida.
Ha participado en dos juegos olímpicos: Atenas 2004 y Pekín 2008.
Durante toda su carrera deportiva fue entrenado por José Antonio Carrillo a excepción del último año en activo en que fue entrenado por David Hurtado.
En la actualidad Juan Manuel Molina es profesor de la asignatura Formación en Valores y Olimpismo de la UCAM y Secretario del Centro de Estudios Olímpicos-UCAM. También es doctor (aprobado con sobresaliente) en Ciencias de la Actividad Física y del Deporte desde 2011.
Desde el 28 de julio de 2012 es presidente de la Federación de Atletismo de la Región de Murcia.
En 2015 se presentó a las elecciones municipales de su ciudad natal aspirando a la alcaldía apoyado por el Partido Popular. Sin embargo, pese a conseguir mayoría de votos, no consiguió ser alcalde. Dos años después dejó la política para continuar con el deporte.

## Logros
| Representando España | Representando España                  | Representando España    | Representando España | Representando España |
| Año                  | Competición                           | Lugar                   | Resultado            | Distancia            |
| -------------------- | ------------------------------------- | ----------------------- | -------------------- | -------------------- |
| 1998                 | Campeonato Mundial Junior             | Annecy, Francia         | 4º                   | 10 000 m             |
| 2001                 | Copa Europea de Marcha Atlética       | Dudince, Eslovaquia     | 10º                  | 20 km                |
| 2001                 | Campeonato de Europa Sub-23           | Ámsterdam, Países Bajos | 1º                   | 20 km                |
| 2001                 | Universiada 2001                      | Pekín, China            | 2º                   | 20 km                |
| 2002                 | Campeonato Europeo de Atletismo       | Munich, Alemania        | 3º                   | 20 km                |
| 2002                 | Copa del mundo de marcha atlética     | Turín, Italia           | 8º                   | 20 km                |
| 2004                 | Juegos Olímpicos de Atenas            | Atenas, Grecia          | 5º                   | 20 km                |
| 2004                 | Copa del mundo de marcha atlética     | Naumburg, Alemania      | 8º                   | 20 km                |
| 2005                 | Campeonato Europeo de Marcha Atlética | Miskolc, Hungría        | 2º                   | 20 km                |
| 2005                 | Campeonato Mundial de Atletismo       | Helsinki, Finlandia     | 3º                   | 20 km                |
| 2005                 | Universiada 2005                      | İzmir, Turquía          | 1º                   | 20 km                |
| 2005                 | Juegos Mediterráneos                  | Almería, España         | 2º                   | 20 km                |
| 2006                 | Copa del mundo de marcha atlética     | La Coruña, España       | 12º                  | 20 km                |
| 2007                 | Campeonato Mundial de Atletismo       | Osaka, Japón            | 16º                  | 20 km                |
| 2008                 | Juegos Olímpicos de Pekín             | Pekín, China            | 12º                  | 20 km                |
| 2009                 | Copa de Europa de Marcha Atlética     | Metz, Francia           | 6º                   | 20 km                |
| 2009                 | Juegos Mediterráneos                  | Pescara, Italia         | 3º                   | 20 km                |
| 2009                 | Campeonato Mundial de Atletismo       | Berlín, Alemania        | 24º                  | 20 km                |
| 2010                 | Copa del mundo de Marcha Atlética     | Chihuahua, México       | 22º                  | 50 km                |
| 2010                 | Campeonato Europeo de Atletismo       | Barcelona, España       | 9º                   | 20 km                |

## Mejores marcas personales
| Mejores marcas personales                                                                             | Mejores marcas personales | Mejores marcas personales | Mejores marcas personales |
| Distancia                                                                                             | Tiempo                    | Lugar                     | Fecha                     |
| --- | ------------------------- | ------------------------- | ------------------------- |
| 5000 m                                                                                                | 18:48.76                  | Cieza, España             | 9 de febrero de 2008      |
| 5 km                                                                                                  | 19:19                     | Granada, España           | 8 de diciembre de 2006    |
| 10 000 m                                                                                              | 39:30.36                  | Riga, Letonia             | 28 de mayo de 2004        |
| 10 km                                                                                                 | 38:46                     | Madrid, España            | 4 de marzo de 2006        |
| 20 000 m                                                                                              | 1h:22:31.86               | Brisbane, Australia       | 4 de septiembre de 2001   |
| 20 km                                                                                                 | 1h:19:19                  | Cheboksary, Rusia         | 10 de mayo de 2008        |
| 50 km                                                                                                 | 3h:55:12                  | León, España              | 19 de febrero de 2006     |
| Las competiciones en pista vienen indicadas en metros y las que son en ruta se indican en kilómetros. |                           |                           |                           |